# Ulla Pia
Ulla Pia Nielsen, artísticamente conocida como Ulla Pia (Copenhague, 17 de febrero de 1945-Gammel Holte, Copenhague; 22 de agosto de 2020) fue una cantante y actriz danesa, conocida internacionalmente por su participación en el Festival de Eurovisión 1966. 

## Biografía
Ulla Pia comenzó su carrera como vocalista de bandas y orquestas en Copenhague. A mediados de los años 60 cantaba con el músico de jazz Finn Ziegler, y se le sugirió que participara en 1966 en el Dansk Melodi Grand Prix. Interpretó el tema "Stop - mens legen er go'" ("Stop, mientras la ocasión sea favorable"), y para su sorpresa, consiguió ser la clara ganadora. Ulla Pia declaró décadas después que pensaba que otros participantes más conocidos como Dario Campeotto o Gustav Winckler serían los ganadores, y que su victoria la dejó impactada. Ulla Pia participó en el Festival de la Canción de Eurovisión 1966, celebrado el 5 de marzo en Luxemburgo, donde "Stop - mens legen er go'" solo pudo quedar 14 de 18 participantes, a pesar de actuar acompañada de dos bailarines, cosa nada habitual en aquel tiempo. Tras la participación de Ulla Pia en el Festival de Eurovisión, Dinamarca dejó de acudir al certamen, ausencia que se prolongó hasta el año 1978.
En años posteriores a su aparición en el Festival, Ulla Pia lanzó numerosos sencillos en Dinamarca, destacando "Karina" y "Flower Power Tøj". Hizo regularmente giras en los 70, pero hacia el final de la década los compromisos familiares y un periodo de mala salud, hicieron que se retirase del mundo del espectáculo.
Falleció el 22 de agosto de 2020 a los 75 años, a causa de un cáncer en la residencia de ancianos de Gammel Holte, en Copenhague.

## Películas
Durante la década de los 60 actuó en cuatro películas: 
- 1969, "Den gale dansker"
- 1969, "Vægteren"
- 1963, "Peters landlov"
- 1961, "Ullabella"